# Bandes latérales indépendantes
Pour les articles homonymes, voir BLI.
 (septembre 2024).
La bande latérale indépendante (BLI), en anglais : Independent sideband (ISB), est un mode de transmission radioélectrique en modulation d'amplitude dans laquelle chaque bande latérale correspond à un ou plusieurs signaux modulants distincts de ceux de l'autre bande; les transmissions à bandes latérales indépendantes sont avec une porteuse complète, réduite ou supprimée. 

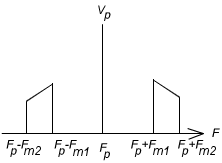
Une porteuse complète avec deux bandes bandes latérale.

## Description
La bande latérale indépendante de classe d'émission B8E (ou ancienne classe A3B avant 1982) est un mode transmission radioélectrique proche de la Modulation d'amplitude avec une porteuse complète ou avec une porteuse réduite et avec deux bandes bandes latérale uniques indépendantes qui est utilisé avec certaines transmissions radio AM. Normalement, chaque bande latérale transmet des informations identiques, mais la bande latérale indépendante module deux signaux d'entrée différents, l'un sur la bande latérale supérieure et l'autre sur la bande latérale inférieure.
La bande latérale indépendante est un compromis entre la double bandes latérales DBL (DSB en anglais) et la bande latérale unique BLU (SSB en anglais normalisé).

## Stations utilitaires
La bande latérale indépendante est utilisé avec une bande latérale en radiotéléphonie et l'autre bande latérale pour transmettre des informations en numérique pendant une communication radiotéléphonique, la porteuse est réduite ou supprimée, l'émission est démodulée par un seul récepteur. Employée en flotte, en point à point en MF, HF et est utilisée en radiotéléphonie en usage :
- des ambassades,
- des ministères,
- les agences de presse (rarement),
- les services de secours,
- les militaires, radio militaire
- les sociétés,
- la sécurité civile,
- l'aéronautique,
- la marine.

La bande latérale indépendante est généralement une paire de canaux radiotéléphoniques de type FSK qui peut être démodulée par un seul récepteur et employée en flotte, en point à point, entre des gros navires et des stations côtières en MF, HF et est utilisée en radiotéléphonie en usage militaire et aéronautique.

## Radiodiffusion
La radiodiffusion AM avec une bande latérale en radiotéléphonie et l'autre bande latérale pour transmettre des informations en numérique, la porteuse est complète, l'émission est démodulée par un seul récepteur affichant des messages durant l'écoute. 
Modulation d'amplitude en stéréo
Un premier système de radio AM stéréo impliquaient deux stations distinctes sur deux fréquences différentes diffusaient donc sur un canal gauche et sur un canal droit. Ce système exigeait que l'auditeur utilise deux récepteurs AM distincts.
 La radiodiffusion en modulation d'amplitude en stéréo avec une porteuse complète et avec deux bandes bandes latérales indépendantes, l'une est la bande latérale supérieure pour le canal droit et l'autre est la bande latérale inférieure pour le canal gauche ou inversement.

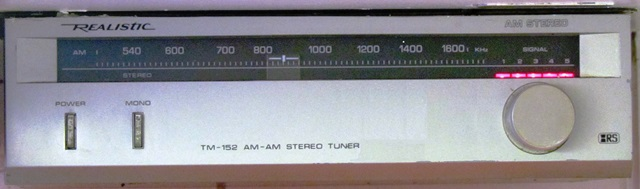
Récepteur de modulation d'amplitude en stéréo avec une largeur du canal stéréo de 12 kHz.

- D'autres systèmes de modulation d'amplitude en stéréo de classe d'émission B8E (anciennement de classe A3b) sont arrivés: 
  - depuis une station émettrice avec deux bandes latérales indépendantes modulant deux signaux différents un gauche et un droite, (système incompatible avec un récepteur radio AM monophonique);
  - puis d'autres systèmes (le système Kahn de (Leonard R. Kahn), le système Magnavox, le système Belar) faisant fonctionner un récepteur radio AM monophonique avec une bande latérale monophonique et l'autre bande latérale transportant les informations pour retrouver la modulation en stéréo dans récepteur radio AM stéréophonique conçue pour le système.
  - Le système CQUAM Compatible Quadrature de Motorola Amplitude Modulée est le système utilisé aujourd'hui pour l'AM stéréo. 
 Ceci est utilisé pour la Modulation d'amplitude en stéréo[2].

- Dès 2000, la radiodiffusion en modulation d'amplitude en stéréo a rapidement déclinée en raison du manque de récepteurs (la plupart des radios AM/FM stéréo ne reçoivent qu'en stéréo sur la bande FM).
- Dès 2003 les radios AM en stéréo ont adopté le standard de radiodiffusion numérique Digital Radio Mondiale pour les onde courte, Moyenne fréquence.
- Quelques stations de radiodiffusion en AM stéréo en bandes latérales indépendantes persistent en Australie en Amérique au Japon.

Modulation d'amplitude en quadriphonie
Si les bandes latérales sont déphasées l'une par rapport à l'autre, la modulation de phase de la porteuse se produit créent alors une modulation d'amplitude en quadrature permettant la restitution des musiques et effets sonores avec une impression d'espace accentuée, grâce à l'usage de quatre voies indépendantes : avant-droite, avant-gauche, arrière-droite et arrière-gauche. Mais avec 4,3 % de distorsion supplémentaire.